# ロールス・ロイス ダーウェント

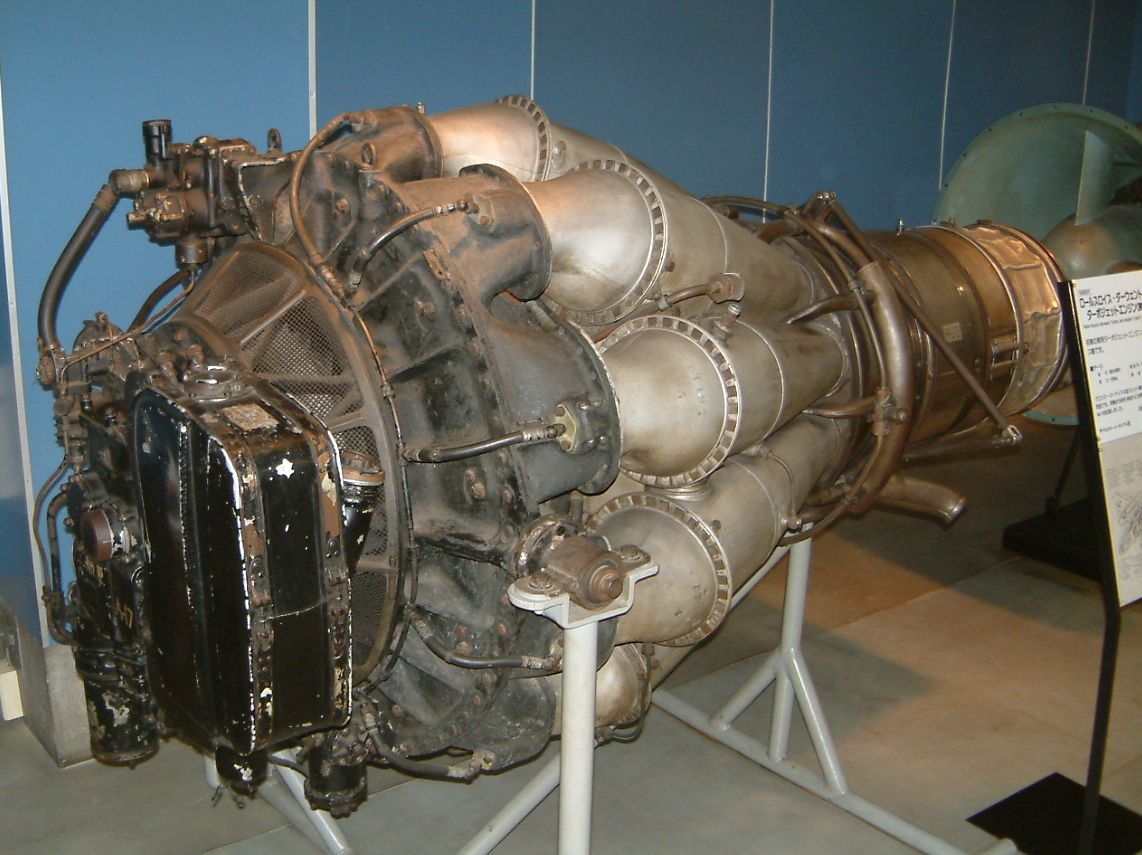
交通博物館で展示されていたダーウェント（Mk.V ?）。前部に補機駆動用ギアボックスと潤滑油タンクを備える

ダーウェント（Derwent ）は、1940年代中盤の英国のターボジェットエンジン。

## 概要
原型は、フランク・ホイットルのパワージェッツが基本設計を手掛けた W.2 (Whittle Supercharger Type 2) を、生産委託先のローバーが独自改良した W.2B/26 (B.26)。
ホイットルのオリジナルは実戦に耐える状態ではなく、後にランドローバー開発主任として知られるモーリス・ウィルクスらローバーの技術陣が大幅な設計変更に着手したところ、頑迷なホイットルが激怒し、両者の対立は剣呑なものになった。
経験論に固執するホイットルとの軋轢に嫌気が差したローバーは、W.2B プロジェクトに関する一切を、かねてからジェットエンジンに興味を示していたロールス・ロイスに工場・人員ごと譲渡し、航空機レシプロエンジン用機械式過給器のスペシャリスト、スタンリー・フッカーらのチームが W.2B の開発を引き継いだが、何かと介入したがるホイットルには相変わらず手を焼いたと言われている。
先にローバーで開発の進んでいた W.2B/23 (B.23) をウェランドの名で量産化し、イギリス初のジェット戦闘機グロスター ミーティアF.1 を進空させたロールス・ロイスは、続いてローバーとホイットルの反目の直接原因になった、改設計型 W.2B/26 (B.26) 案の実用化に着手した。これが後にダーウェントと呼ばれる物になる。
この W.2B/26 (B.26) は、一足先に実用化段階に達していたハルフォード H.1（後のデ・ハビランド ゴブリン）と同様に、全長短縮のためウェランドまで用いられて来た反転式燃焼器を廃し、噴流を迂回させずタービンに直接当てる標準的な方式に改め、蒸発管式予燃装置からルーカス・インダストリーズ（Lucas Industries ）の燃料直噴器に換装したもので、当該改良により推力・安定性共に大幅に向上し、また構造が簡素化され製作容易にもなって、習作色の強いウェランドと直ちに代替した。
ダーウェントの成功に自信を深めたロールス・ロイスは、アマチュア的で不安定かつ発展性が見込めない W.2 の基本設計を離れ、更にホイットルへの特許料支払回避も兼ねて、白紙の状態から設計し直した次作ニーンで、遠心圧縮式ターボジェットエンジンの一つの完成形を打ち立てる。
これらロールス・ロイス製ジェットエンジンの殆どにイングランドを流れる河川名の愛称が与えられている理由については、ウェランドの項を参照されたい。

## 各種型
ダーウェント Mk.I
最初の量産型、推力8.9kN (920kg)
ダーウェント Mk.II
推力向上型、9.8kN (1015kg)
ダーウェント Mk.III
主翼の境界層コントロール用に外部へ負圧を取り出せるようにした物、試作のみ
ダーウェント Mk.IV
推力向上最終型、10.7kN (1100kg)
ダーウェント Mk.V
ミーティア搭載用に特製されたニーンの縮小版で、ダーウェントの名が付いているが別物。
- 推力15.6 kN (1600 kg)で、ミーティア改造機による速度記録挑戦（1945年11月7日、975km/h）時には、短時間推力18,5kN(1900kg)にまで増力された。
- 1947年、ダーウェント5はニーンとともに、時のアトリー労働党政権によってソビエト連邦に供与された結果、前者はクリーモフ RD-500 に、後者は同 RD-45 に化け、更に RD-45 の発展型 VK-1 は ミグ15 戦闘機等に搭載されて、皮肉な事に西側に対して大きな脅威を齎した。
- 1949年にはレシプロ輸送機をダーウェント5の4発化したアブロ チューダー 8、並びにアブロ・カナダ C-102 ジェットライナーを進空させ、前者はアブロ アシュトン（英語版）に発展したが、何れも試作のみで終わった。

ダーウェント Mk.VIII
Mk.V の発展型、最多数生産、与圧コックピット／防氷用に外部へ抽出空気を取り出せるようにした物
ロールス・ロイス トレント（初代）
ダーウェント Mk.II をターボプロップ化したもの。YS-11 にも採用された後のベストセラー、ダート開発に繋がった。

## 参考
- Bridgman, L, (ed.) Jane's fighting aircraft of World War II. London: Crescent, 1998. ISBN 0-517-67964-7